# Рендзини
Рендзи́ни (від пол. rędziny) або дерново-карбонатні ґрунти — інтразональні кальцієморфні ґрунти зі слаборозвиненим профілем, що сформувались на елювіальній корі звітрювання щільних карбонатних порід (вапняках, мергелях, крейді) в процесі розчинення і наступного вилуговування карбонатів. Найменування у світовій реферативній базі ґрунтових ресурсів — Rendzic Leptosoils.
«Рендзини» — народна назва дерново-карбонатних ґрунтів у Польщі, яка сьогодні широко використовується у світовому ґрунтознавстві. Цікаво походження назви — від розмовного слова rzędzić, zrzędzić («балакати», «розмовляти»), етимологічно спорідненого з укр. рядити: ґрунт містить значну кількість твердих включень (камінців, гравію), які під час орання спричиняють своєрідний шум, скрегіт, наче «розмовляють» з орачем.
Ці ґрунти розповсюджені у всіх кліматичних поясах: від полярних областей до тропічних. Найбільш поширені рендзини на горбистих рівнинах Європи, Східного Сибіру, США і Канади в межах лісових зон бореального або суббореального поясів або гірських схилах в цих регіонах під широколистяними і хвойними лісами з розвиненим трав'янистим покривом в умовах гумідного клімату та промивного водного режиму при хорошому дренуванні території.
В основі еволюції рендзин лежить поступове вилуговування карбонату кальцію породи і залишкове оглинення профілю. Діагностуються за наявністю добре вираженого пухкого порохуватого, грудочкуватого або зернистого темногумусового горизонту, який різко або поступового змінюється мало видозміненим елювієм або плитою карбонатних порід.